# Mulfingen
Mulfingen è un comune tedesco di 3 873 abitanti, situato nel land del Baden-Württemberg.
Il suo territorio è bagnato dal fiume Jagst.